# DP-Lager Dieburg
Das DP-Lager Dieburg, bekannt auch als Lager 560, war eines von etwa 450 DP-Lagern, die 1946 in der Amerikanischen Besatzungszone eingerichtet worden waren, um ehemalige Insassen der Konzentrationslager, NS-Zwangsarbeiter oder Menschen, die aufgrund des Zweiten Weltkriegs ihre Heimat verloren hatten, zu betreuen. Das Lager in Dieburg bestand zwischen Oktober 1946 und August 1949 und entwickelte sich in dieser Zeit vom DP-Lager für polnische und lettische DPS zu einem rein jüdischen DP-Lager.

## Die Geschichte des DP-Lagers Dieburg
DP-Lager wurden von den Alliierten nach ihrem Sieg über Nazi-Deutschland meistens in großflächigen Einrichtungen eingerichtet, die während der NS-Zeit als Wehrmachts- oder SS-Kasernen genutzt worden waren, nicht selten aber auch in den ehemaligen Kriegsgefangenenlagern, Konzentrationslagern und Unterkünften für Zwangsarbeiter. Der Lagercharakter blieb schon aufgrund dieser Gegebenheiten auch für die Menschen erhalten, die diese Einrichtungen überlebt hatten und nun als DPs nach einer neuen Perspektive ohne Lagerzwänge suchten. Insoweit war das DP-Lager Dieburg, abgesehen von seinen Anfängen im Muna-Lager, eine Besonderheit. Es verfügte zwar über zwei Sammelunterkünfte, doch war die Mehrzahl der DPs in beschlagnahmten Wohnungen und Häusern untergebracht, die sich über weite Teile der Kleinstadt Dieburg erstreckten.:S. 291

### Das Muna-Lager
Am 25. März 1945 wurde Dieburg von der US-Army besetzt, und damit begannen auch die Bemühungen um die Versorgung und Unterbringung der Displaced Persons. In Dieburg spielte sich das zunächst noch außerhalb der Stadt ab, denn das erste Lager für polnische Zwangsarbeiter (DP-Camp 559):S. 295 entstand auf dem Muna-Gelände in einem zur Gemeinde Münster gehörenden Wald.
In Dieburg selbst entstand ab Oktober 1945 im Bischöflichen Konvikt ein Sammellager:S. 2, in dem vermutlich lettische DPs untergebracht worden waren.:S. 294
Nach dem Winter 1945/46 hatten UNRRA und die US-amerikanische Militärverwaltung beschlossen, das Muna-Lager wegen der dort herrschenden schlechten Unterkunftsbedingungen aufzulösen und dessen Bewohner nach Dieburg umzusiedeln. Die Geschichte des DP-Lagers auf dem Muna-Gelände endete im Juli 1946:S. 14, doch wurden auch danach noch DPs in vier großen Häusern ehemaliger Mitglieder der NSDAP untergebracht. Administrativ handelte es sich hierbei um eine Außenstelle des DP-Lagers Dieburg.:S. 2

### The new Colony und die weitere Ausweitung des DP-Lagers
In Dieburg stand im Gegensatz zum Muna-Gelände keine großflächiges Areal für die Einrichtung eines Lagers zur Verfügung, weshalb vierzehn Häuser in der Nähe des Kovikts (im nördlichen Bereich der Kettler- und Gabelsbergerstraße):S. 11 für die DPs requiriert wurden.:S. 294 Die einheimischen Bewohner mussten diese innerhalb von 24 Stunden verlassen und ihre Wohnungseinrichtungen zurücklassen.:S. 295 In dem beschlagnahmten Wohnraum fanden knapp 300 lettische DPs Unterkunft, weitere 200 lebten im Konvikt. Zusammen bildeten sie bis Oktober 1946 die von der UNRRA so benannte new colony.:S. 295

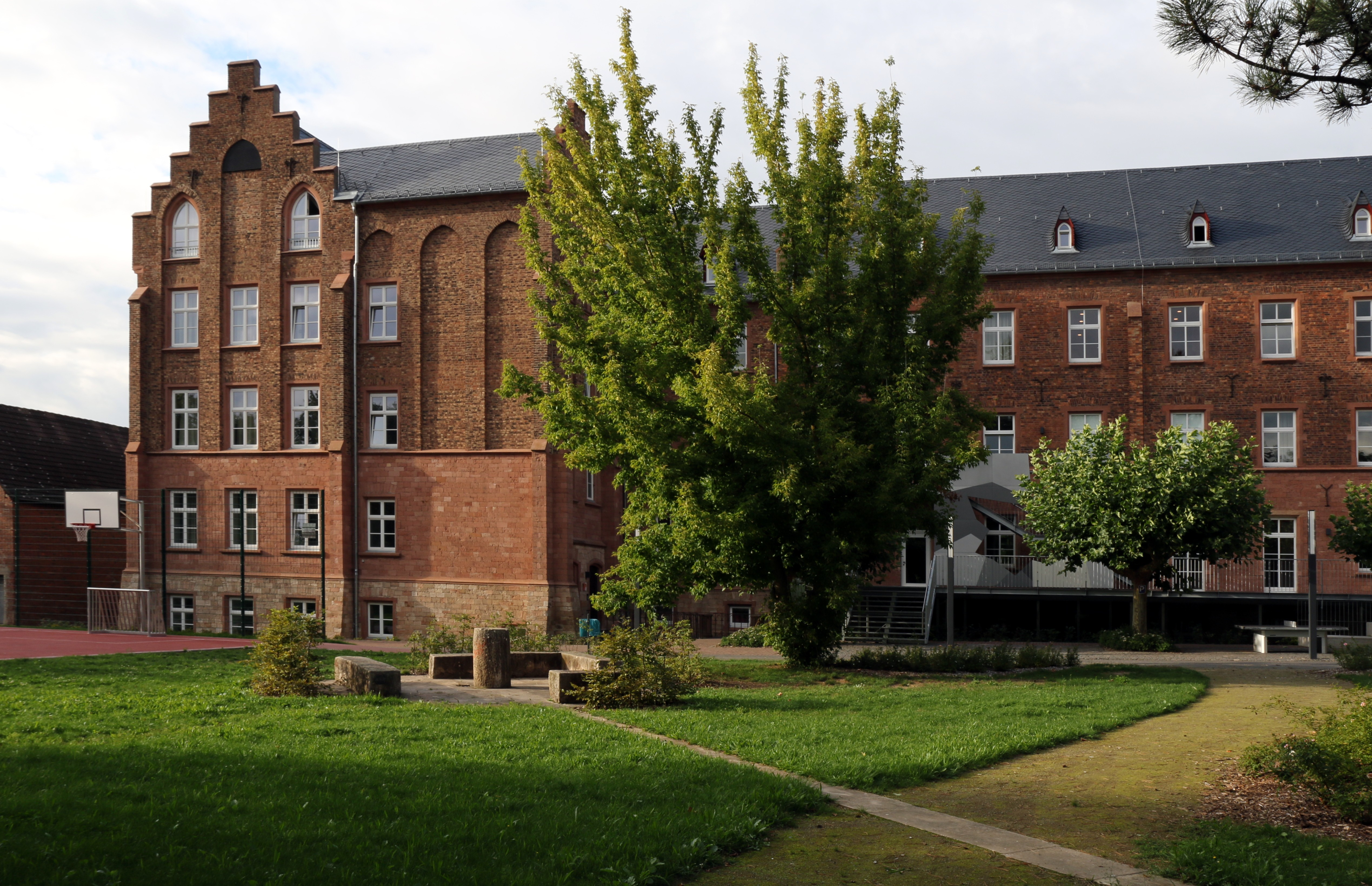
Teilansicht des Konvikt-Gebäudes

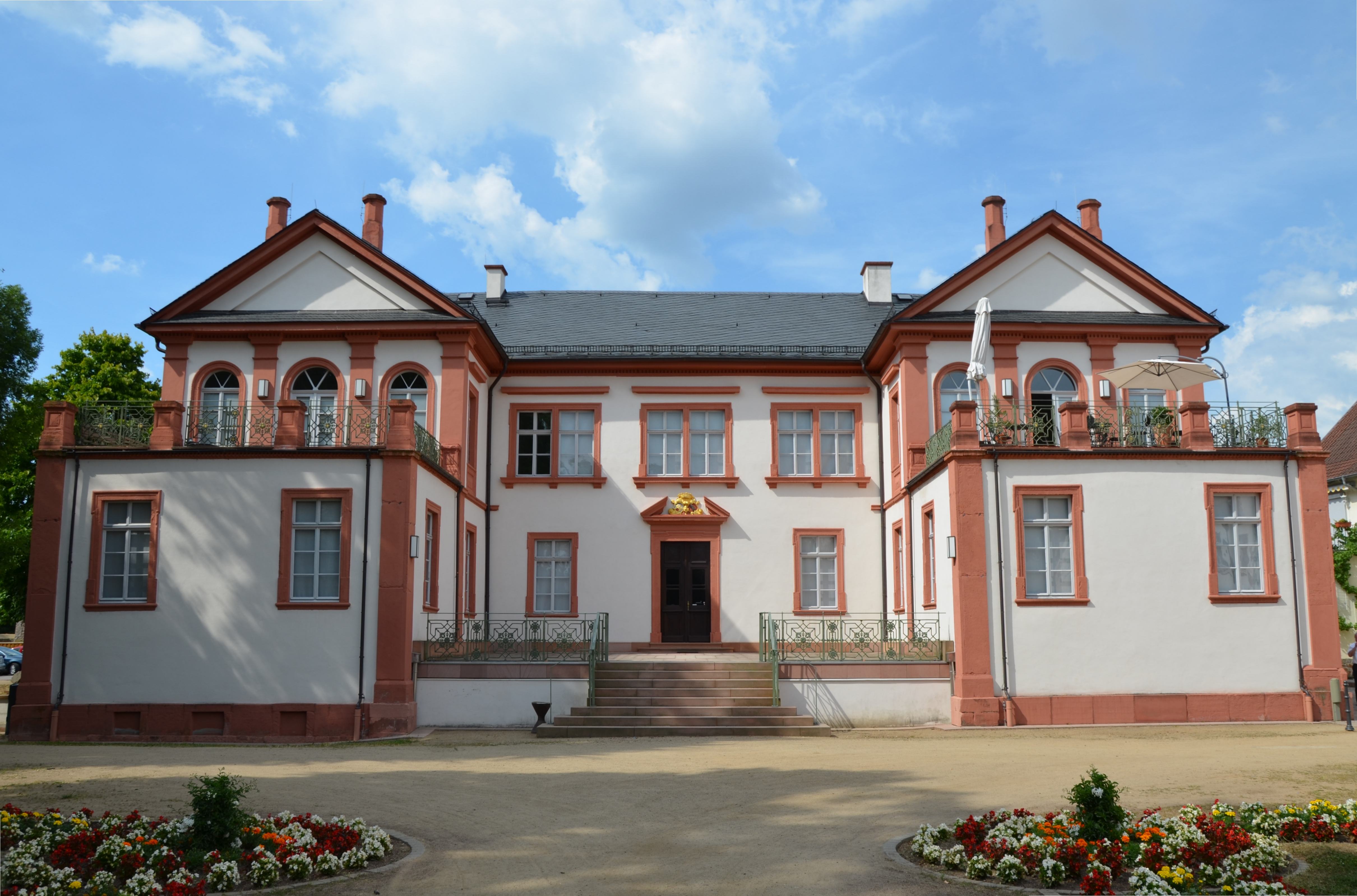
Schloss Fechenbach

Parallel zu den zuvor skizzierten Maßnahmen wurden weitere Räumlichkeiten für DPs benötigt. So wurden im Mai 1946 Schloss Fechenbach und 25 Häuser in der sogenannten SA-Siedlung beschlagnahmt. Beide Standorte wurden für Unterkünfte herangezogen. Eine weitere Beschlagnahmung von privatem Wohnraum für DPs scheiterte am Einspruch der Militärregierung in Darmstadt, da diese auch noch mit dem Problem konfrontiert war, für deutsche Flüchtlinge in der Stadt Unterkünfte zu finden.:S. 296–297
Das DP-Lager Dieburg verteilte sich also im Sommer 1946 auf fünf Standorte und bot Raum für maximal 1000 Personen:S. 298:
- Wohnhäuser auf dem Muna-Gelände  (Lage (außerhalb der Karte))
- Sammellager Bischöfliches Konvikt (Karte = 1)
- beschlagnahmte Wohnungen im Bereich Kettler- und Gabelsbergerstraße (the new colony, Karte = 2)
- beschlagnahmte 25 Häuser in der SA-Siedlung (Karte = 3)
- Sammellager Schloss Fechenbach (Karte = 4)

Hinzu kam das UNRRA-Büro im Rathaus und ein Schulhaus an der Groß-Umstädter Straße, in dem bis zu 200 Kindergarten- und Schulkinder betreut werden konnten. Ein Klassenraum diente religiösen Zwecken der überwiegend protestantischen DPs.:S. 298
Diese Phase des DP-Lagers endete im Oktober 1946.

### Das jüdische DP-Lager
In der Folge des Pogroms von Kielce kam es von August bis Oktober 1946 zur massenhaften Zuwanderung polnischer Juden in die amerikanische Besatzungszone, die meist von den Transitlagern Landshut oder Cham (Oberpfalz) aus auf andere Standorte verteilt wurden, darunter auch in das DP-Lager Babenhausen. Für die Menge der ankommenden Menschen fehlte im Lager Babenhausen, einem ehemaligen Kasernengelände, die notwendige Infrastruktur. Die UNRRA und andere jüdische Hilfsorganisationen verlangten deshalb die Verlegung der Camp-Insassen in Privatwohnungen außerhalb des Camps, was dazu führte, dass Ende Oktober/Anfang November 1946 mehrere Hundert DPs, vor allem Familien, nach Dieburg verlegt wurden. Das hatte Folgen für die bisher hier untergebrachten lettischen DPs: Sie wurden in das DP-Lager Marienhöhe verlegt, das sich auf dem Gelände des Schulzentrums Marienhöhe befand.:S. 298 Das Schulzentrum Marienhöhe war 1941 für die Wehrmacht beschlagnahmt worden und befand sich bis zum Sommer 1948 in der Verwaltung der Besatzungsmacht und der Internationalen Flüchtlingsorganisation (IRO).
Nach Köhn kamen etwa 1000 jüdische DPs aus Babenhausen nach Dieburg.:S. 298, Anm. 678 Für deren Unterbringung reichten die bisherigen Räumlichkeiten nicht aus, weshalb weitere Wohnungen beschlagnahmt werden mussten. Der Dieburger Bürgermeister wurde angewiesen, Anwesen, die früher Dieburger Juden gehört hatten, für die DPs zur Verfügung zu stellen. Das betraf vier Gebäude; 17 weitere, die beschlagnahmt wurden, gehörten Nazis. Aufgegeben wurden die Häuser in der new colony.:S. 299 Den DPs standen somit – neben den Sammelunterkünften im Konvikt und im Schloss Fechenbach – etwa in 50 Einzelhäusern Platz für rund 700 Personen zur Verfügung.:S. 300 Größtes zusammenhängendes Lagergebiet war nach wie vor die ehemalige SA-Siedlung mit 25 beschlagnahmten Häusern.
Von zentraler Bedeutung für das Zusammenleben der jüdischen DPs war das Konvikt, das neben weiteren Wohnmöglichkeiten für etwa 200 Menschen (Stand März 1947) vor allem die Gemeinschaftseinrichtungen enthielt.

„Es befanden sich in den weitläufigen Räumlichkeiten medizinische Versorgungseinrichtungen und Duschräume, eine Bibliothek, ein Gemeinschaftsraum und ein Kindergarten. Zudem beherbergte das Konvikt zwei Magazine für Lebensmittel- und Kleidungsausgabe sowie Büroräume für Institutionen der Selbstverwaltung, der Lager-Polizei und für den lokalen Vertreter des AJDC“

Außerdem soll sich in einer ehemaligen Kokosmattenfabrik auf dem Gelände von Schloss Stockau (Dieburg) auch ein Kaufhaus für die DPs befunden haben.:S. 11
Aus den Reihen der DPs bildete sich auch eine Fußballmannschaft, die Hapoel Dieburg, die gegen andere hessische Lagermannschaften spielte:S. 3, und es gab ein schulisches und berufliches Ausbildungsangebot, das auf die Auswanderung vorbereiten sollte. Die berufskundliche Ausbildung wurde von der Organisation ORT angeleitet.

„Prüfungsprotokolle der ORT-Fachschule in Dieburg, Abteilung Männerzuschneiderei, belegen, daß 1947/48 jüdische DPs ihre Abschlußprüfung vor einem Prüfungsauschuß absolvierten, der aus Vertretern des Jüdischen Komitees und der Dieburger Innung bestand. Die Kurse hatten zwischen vier und zehn Monaten gedauert, die Ergebnisse waren zumeist befriedigend. Die Zusammenarbeit der ORT mit der örtlichen Handwerkskammer, die auch für Lampertheim und Bensheim belegt ist, gehört zu einem der wenigen Lichtblicke der deutsch-jüdischen Kontakte.“

Auf der Webseite After the Shoah: Dieburg – Jüdisches DP-Lager wird außerdem die Existenz eines Cheders und einer Jeschiwa erwähnt. Dort werden auch die folgenden Belegungszahlen genannt:
- 866 November 1946
- 917 Januar 1947
- 843 Mai 1947
- 832 September 1947
- 918 Januar 1948
- 815 Mai 1948
- 641 Oktober 1948
- 421 März 1949

Geschlossen wurde das Lager im Mai 1949.

#### Begegnungen mit der jüdischen Geschichte Dieburgs
Den DPs dürfte kaum bewusst gewesen sein, dass das überwiegend katholische Dieburg vor 1933 über einen sehr hohen jüdischen Bevölkerungsanteil verfügt hatte und alles andere gewesen war, als eine NS-Hochburg.:S. 40 Gleichwohl war auch hier die erst 1929 erbaute Synagoge während der Novemberpogrome 1938 geschändet worden, blieb aber äußerlich unzerstört. In der Folgezeit wurde sie, nun in städtischem Besitz, als Magazin und für Werkstätten benutzt.:S. 43
Die US-amerikanische Militärregierung entschied dann, den vorwiegend provisorische Beträume (unter anderem im Schloss Fechenbacher) nutzenden DPs die zweckentfremdete Synagoge wieder für religiöse Zwecke zur Verfügung zu stellen. Nach im Frühjahr 1947 begonnenen Renovierungsarbeiten konnte am 29. Juli 1947 die Einweihung gefeiert werden.:S. 6–7

„2000 Personen wohnten der Feier bei, während der die Thora-Rollen in einer feierlichen Prozession in die für 50 000 RM renovierte Synagoge gebracht wurden. Es gab Grußadressen durch Oberst Newman, Landrat Ritzert, Bürgermeister Steinmetz und Geistliche beider christlichen Religionen. Die jüdische Lagerpolizei war mit Schlagstöcken ausgerüstet worden, um einen ungestörten Ablauf der Feier zu gewährleisten.“

Obwohl in den folgenden Monaten täglich zwei Gottesdienste in der Synagoge stattfanden, endete deren Nutzung 1948, nachdem viele DPs in den neu gegründeten Staat Israel oder in die USA ausgewandert waren. Nach einem Rückerstattungsverfahren kam die Synagoge 1950 in den Besitz der IRSO, die sie 1952 an einen örtlichen Möbelhändler verkaufte. Die Synagoge wurde zu einem Möbelgeschäft umgebaut und nach weiteren Besitzerwechseln 1986 abgerissen.:S. 7
In Dieburg hatte es außerdem seit etwa 1550 auch einen jüdischen Friedhof gegeben. Über dessen Schicksal berichtete am 9. Mai 1946 Bürgermeister Steinmetz:

„Der Friedhof wurde im Jahre 1938 von Nazis verwüstet bzw. wurden die Grabstein umgeworfen. Auf Anordnung der Stadtverwaltung wurde der Friedhof im Jahre 1945 von PGs wiederhergestellt und in einen der Würde des Ortes entsprechenden Zustand versetzt.“

Was Steinmetz nicht berichtete: Schloss Fechenbach, zum Zeitpunkt des Schreibens bereits Bestandteil des DP-Lagers, war während des Zweiten Weltkriegs von der NSDAP-Ortsgruppe als Gemeinschaftshaus und Partei-Zentrale benutzt worden. Sie erweiterte das Gebäude um eine große Terrasse mit einer Freitreppe. Das Baumaterial dafür fanden die Nazis auf dem jüdischen Friedhof: rund 200 Grabsteine. Ob Steinmetz das nicht wusste oder nicht wissen wollte, ist unklar. Erst 1948 wurde dieser Akt der Schändung wieder rückgängig gemacht. Auf Initiative und mit großer Anteilnahme der DPs wurden die geschändeten Grabstein am 8. Januar 1948 „feierlich zum Friedhof zurücktransportiert und wieder aufgestellt. Es gab eine ergreifende Rede durch Rabbi Bluth, ehe weitere Verantwortliche des Lagers sprachen.“:S. 306 Da aber der ursprüngliche Standort der Grabsteine nicht mehr bekannt war, wurden die zurückgeführten Grabsteine entlang der östlichen Friedhofsmauer aufgestellt, und jene Steine, deren Inschriften herausgehauen worden waren, wurden zu einem Haufen aufgeschichtet.

#### Das DP-Lager als antisemitische Zielscheibe
Dass die jüdische Lagerpolizei mit Schlagstöcken bewaffnet die Einweihungsfeierlichkeiten für die Synagoge überwachte, ist ein Indiz dafür, dass in Dieburg das Verhältnis zwischen den DPs und der einheimischen Bevölkerung alles andere als konfliktfrei war – obwohl, wie oben schon erwähnt, die Dieburger Bevölkerung nicht unbedingt zu den strammesten Nazianhängern zählte. Doch schon wenige Wochen nach dem Einzug der jüdischen DPs kam es zur Jahreswende 1946/47 „an mehreren Tagen zu tätlichen Angriffen und zum Einwerfen der Fenster von Häusern jüdischer DPs, die zum Teil Überlebende des Warschauer Ghettos waren“.:S. 40 Bürgermeister Steinmetz, der nach Kohlmannslehner/Lange vom Dieburger Chef der UNRRA zu Unrecht als Antisemit bezeichnet wurde, sah sich nach diesen Übergriffen veranlasst, in einer öffentlichen Bekanntmachung seiner Bevölkerung einen Verhaltenskodex vorzugeben und sie aufzufordern, „sich den in der Stadt Dieburg untergebrachten Juden gegenüber korrekt und human zu benehmen“. Er sprach von „Deutschen und besonders Jugendlichen“, die Juden ohne jeden Anlass beschimpft oder bedroht sowie Fenster eingeworfen hätten, aber auch davon, „daß Juden beim Besuch von Gastwirtschaften von dem Wirt und den Gästen unter Drohungen und Beschimpfungen hinausgewiesen“ worden seien. Derartige Vorfälle dürften sich gerade in der bevorstehenden Fastnachtszeit nicht wiederholen.
Des Bürgermeisters Appell bewirkte wenig, wie aus einem OMGUS-Report zum Karneval 1948 hervorgeht.

„Es ist bemerkt worden, daß bei fast jeder Karnevalsveranstaltung Geschichten erzählt wurden über den Schwarzen Markt, übers Handeln und Schnapsbrennen. Beim Dieburger KarnevaI-Club, der von 1.600 Personen besucht wurde, wurde viel ‚Humor‘ um die jüdischen DPs gesponnen. Im ganzen sind diese Kommentare über jüdische DPs zwar nicht besonders bösartig, doch kehren sie mit provozierender Häufigkeit zu diesem Thema zurück.
Im Folgenden Beispiele dieses ‚Humors‘:
Die ‚Internationalisierung‘, vor der sich so viele Dieburger fürchten, wird nicht stattfinden, weil das ‚gesegnete Volk‘ nach Palästina emigrieren wird.
‚Die Fruchtbarkeit jüdischer Frauen ist ganz wunderbar; daher wird das Standesamt von der Storch-Familie übernommen werden.‘
‚Weil Verordnungen der Alliierten verlangen, daß Störche und Hebammen Babys in ziemlich großen Mengen zu unseren jüdischen Bürgern bringen, sind der örtliche Hermes-Brunnen und Jacob-Brunnen, die Geburtsbrunnen, nicht länger nötig. Der am Eingang des Schloßgartens [wo
jüdische DPs untergebracht sind] gelegene Springbrunnen wird ab sofort wieder als ‚Isaak-Brunnen‘ in Betrieb genommen.‘
‚Frühere jüdische Bürger aus Dieburg beabsichtigen aus Amerika nach Dieburg zurückzukehren; z.B. die Isaaks, Isidors, Sarahs und Levies. Das wird eine nette Wiedervereinigung.‘
‚Hört, Leute, die Neuigkeiten; es verschwanden eine große Zahl von Grabsteinen; niemand weiß, wohin sie
verschwunden sind.‘ [Der Sprecher verweist wahrscheinlich darauf, daß hunderte von NSDAP-Mitgliedern wußten, was US-Behorden erst neulich entdeckten, daß nämlich die Grabsteine vom geplünderten jüdischen Friedhof stammten und als Stufen und Geländer zur Eingangshalle des Parteihauses mißbraucht wurden]. Ein Oflizier, der mit vielen Menschen im Landkreis über das Thema Antisemitismus gesprochen hat, ist überzeugt, daß die jetzigen jüdischen Bewohner Dieburgs heftiger abgelehnt werden als die Juden, die vor dem Pogrom dort lebten. Es ist Tatsache, daß dieses Gefühl weitverbreitet ist und nun sogar solche Leute erfaßt hat, die von der Art, wie früher die Juden behandelt wurden, abgestoßen wurden.“

Dieser Antisemitismus blieb nicht auf den Karneval beschränkt. Die in dem Report angesprochene verstärkte Ablehnung der jüdischen DPs, dürfte zum Teil auf der erfolgten Beschlagnahmung von Wohnraum für deren Unterbringung beruhen, aber auch auf dem unter den Einheimischen weit verbreiteten Gefühl der Benachteiligung bei der Lebensmittelversorgung in der Nachkriegszeit. Zu der Wohnraumbeschlagnahmung, die auch Häuser in Münster betraf, beklagte die Münsteraner CDU in einer Petition, dass dadurch Deutsche in ärmlichen Verhältnissen leben müssten, beraubt um die am meisten benötigten Dinge für ein menschliches Leben und ihre Kinder unter Bedingungen, die deren Gesundheit gefährdeten. In einer Stellungnahme hierzu bemerkte ein US-amerikanischer Offizier an: „In ihrer Petition ignorieren sie mit der für sie typischen Einseitigkeit die Tatsache, dass in den beiden ehemals von 14 Deutschen bewohnten Häusern heute 40 jüdische DPs leben und die Häuser ausgewählt wurden, weil sie den führenden Nazi-Familien der Stadt gehören.“
Auch die Katholische Kirche war weniger um das Wohlergehen der DPs besorgt, als um den Rückerhalt ihrer Liegenschaft. Bereits im März 1947 forderte der Bischof von Mainz die Rückgabe des beschlagnahmten Konvikts, was die DPs neben den dortigen Unterkunftsmöglichkeiten auch ihrer Gemeinschaftseinrichtungen beraubt hätte. Dass die US-amerikanischen Behörden diesem Ansinnen nicht nachgaben, lag vermutlich daran, dass zu diesem Zeitpunkt 200 DPs im Konvikt wohnten. Deren Unterbringung außerhalb dieses Gebäudes hätte aber die Beschlagnahmung von weiterem privatem Wohnraum zur Folge gehabt. „Die lokale Militärregierung befürchtete […] ordnungspolitische Schwierigkeiten, die bis hin zu gewaltsamen Auseinandersetzungen führen könnten.“:S. 301 Auch wenn die Katholische Kirche hier in eigener Sache erfolglos blieb, unterstützte sie dennoch den örtlichen Bürgermeister bei seinem Kampf um die Freigabe des beschlagnahmten Wohnraums und übernahm am 6. August 1947 in einer Eingabe an die Militärbehörde, in der die angeblich privilegierten Wohnverhältnisse der DPs den katastrophalen der Einheimischen gegenübergestellt wurden, „das bekannte Stereotyp, daß der Antisemitismus durch die Bevorzugung der Juden entstünde“.:S. 42–43
Die Dieburger CDU wiederum beschwerte sich bei der US-amerikanischen Militärverwaltung über die angebliche bessere Lebensmittelversorgung der DPs. Denen seien 2.000 Zentner Kartoffeln zugeteilt worden, obwohl die Dieburger Bevölkerung seit langer Zeit keine Kartoffeln erhalten habe. Die Juden würden ohnehin weit mehr und bessere Lebensmittel erhalten und könnten mit diesen sogar noch ihre Tiere füttern.:S. 42
Bereits am 27. April 1946 hatte der Staatsbeauftragte für die Betreuung der Juden in Groß-Hessen in einem Rundschreiben an die Bürgermeister daran erinnert, dass es einen Zusammenhang gab zwischen dem Verhalten der deutschen Bevölkerung vor 1945 und der Tatsache, dass jetzt in Hessen Tausende von Juden durchaus unfreiwillig in den Lagern leben mussten. Er kritisierte das bloß passive Verhalten der Deutschen gegenüber den Nazigräueln und forderte ein anständiges Verhalten gegenüber den Juden: „Wenn der Nationalsozialismus nicht gewesen wäre, dann hätten sie [die Juden] es auch nicht nötig gehabt, heute die Großhessische Regierung um Hilfe zu bitten.“:S. 299 Diese Botschaft kam in Dieburg ebenso wenig an, wie der oben zitierte direkte Appell des Bürgermeisters aus dem Januar 1947 an seine Mitbürgerinnen und Mitbürger.

„Ein Nachdenken über das Schicksal der Juden fand offenbar so gut wie nicht statt. Staatlich wohlmeinende Appelle über das Los der Juden verhallten ungehört. So wie bei der Mehrheit der deutschen Bevölkerung das eigene Verhalten während der Nazidiktatur ausgeblendet, ein Zusammenhang zwischen dem gerade erlebten (und typisch so genannten) ‚Zusamrnenbruch‘ und der totalen Zerstörung Deutschlands, der allgemeinen Situation von Mangel und Elend kaum wahrgenommen wurde. So gab es auch keine Versuche, das Verhalten der jüdischen DPs mit ihrer (von Deutschen bestimmten) Vorgeschichte zu verbinden. Schließlich wurde die Geschichte entscheidend anders wahrgenommen: Was für die Deutschen ‚Zusammenbruch‘ war, hatten die Juden ja schließlich als ‚Befreiung‘ erlebt. Vielmehr wurden die jüdischen DPs aus ihrer Geschichte herausgelöst und die Deutschen begegneten ihrem gegenwärtigen Verhalten mit der Reduktion auf die antisemitischen Klischees. […] Zu einer Korrektur antisemitischen Denkens war auf deutscher Seite kaum jemand bereit. Danach wurde diese Zeit im beginnenden Wirtschaftswunder so gut verdrängt, daß 50 Jahre später kaum noch Erinnerungen an jene fast 200.000 jüdischen Menschen vorhanden sind, die etwa zwei Jahre lang nach der ‚Endlösung‘ auf deutschem Boden gelebt haben.“

## Lager für nationaltschechische DPs
Lothar Lammer et al. erwähnen eine DP-Unterkunft in der Höheren Bürgerschule, die vermutlich parallel zum jüdischen DP-Lager existiert hat, und in der im November 1947 etwa 250 kroatische DPs gelebt haben sollen.:S. 11 Nach Köhn handelte es sich bei ihnen um „einige ausländische Flüchtlinge aus Südosteuropa[, die] auf ihren Weitertransport“ gewartet hätten.:S. 56 In die frei gewordene Unterkunft zogen dann – analog zur Belegung mit Tschechen im DP-Lager Babenhausen – am 26. März 1948 etwa 300 Personen, die zuvor in Bayern untergebracht waren. Ihre Dieburger Unterkunft firmierte als Regierungsdurchgangslager Dieburg, in dem sich nach einem weiteren Transport Mitte April über 350 Menschen aufhielten.:S. 56
Nach Köhn war die Unterkunft, zu der auch die Schulturnhalle gehörte, „für eine derartige Belegung kaum geeignet. In einem Raum schliefen über neunzig Personen. Der einzige Waschraum des Hauptgebäudes verfügte über lediglich zwei Kaltwasserhähne und auf den Fluren gab es keine Toiletten.“:S. 56 Aufgrund der unzulänglichen Lebensverhältnisse kam es zu Verhandlungen, in deren Folge die IRO vom 1. August 1948 an die Betreuung der Lagerinsassen übernahm und deren Verlegung in andere IRO-Lager anstrebte. Ende September 1948 wurde das Dieburger Lager für die National-Tschechen aufgelöst.:S. 58 Ob dessen Bewohner, wie bei Köhn angedeutet, in ein DP-Lager in Ludwigsburg verlegt wurden, ist nicht bekannt.